# Fernville
Fernville és una concentració de població designada pel cens dels Estats Units a l'estat de Pennsilvània. Segons el cens del 2000 tenia 488 habitants.

## Demografia
Segons el cens del 2000, Fernville tenia 488 habitants, 196 habitatges, i 149 famílies. La densitat de població era de 232,6 habitants per quilòmetre quadrat.
Dels 196 habitatges en un 30,6% hi vivien nens de menys de 18 anys, en un 66,8% hi vivien parelles casades, en un 6,1% dones solteres, i en un 23,5% no eren unitats familiars. En el 20,9% dels habitatges hi vivien persones soles el 10,2% de les quals corresponia a persones de 65 anys o més que vivien soles. El nombre mitjà de persones vivint en cada habitatge era de 2,49 i el nombre mitjà de persones que vivien en cada família era de 2,81.
Per edats la població es repartia de la següent manera: un 24% tenia menys de 18 anys, un 5,3% entre 18 i 24, un 28,7% entre 25 i 44, un 27% de 45 a 60 i un 15% 65 anys o més.
L'edat mediana era de 40 anys. Per cada 100 dones de 18 o més anys hi havia 88,3 homes.
La renda mediana per habitatge era de 43.571 $ i la renda mediana per família de 53.750 $. Els homes tenien una renda mediana de 33.750 $ mentre que les dones 24.107 $. La renda per capita de la població era de 29.098 $. Entorn del 2,6% de les famílies i el 4,4% de la població estaven per davall del llindar de pobresa.

## Poblacions més properes
El següent diagrama mostra les poblacions més properes.